# Todor Popov
Todor Popov (Bulgaars: Тодор Попов) (Dryanovo (Bulgarije), 23 januari 1921 –  Sofia, 2 februari 2000) was een Bulgaars componist, muziekpedagoog, dirigent en violist.

## Levensloop
Popov was al in jonge jaren violist, gitarist en zanger in schoolkoren en schoolorkesten. Hij studeerde aan de Nationale Muziekacademie "Pancho Vladigerov" te Sofia onder andere compositie bij Parashkev Hadjiev, Veselin Atanasov Stoyanov, Martin Golemino en Pancho Haralanov Vladigerov, viool bij Christo Obreshkov. Verdere docenten waren Popdimitrov Kamen, Christina Stoyanova en Nikola Atanasov. Aldaar is hij afgestudeerd in 1949. Van 1952 tot 1957 voltooide hij zijn studies bij E. Golubiov aan het Conservatorium van Moskou te Moskou. Gedurende zijn studie in Moskou maakte hij kennis en raakte later bevriend met Aram Chatsjatoerjan, Karen Chatsjatoerjan, Dmitri Kabalevski, Rodion Sjtsjedrin en Tichon Chrennikov.
In 1942 diende hij bij het Bulgaarse militair in Turnovo. Hier componeerde hij de meest populaire militaire marsen Op de wacht Verzending en Schrijf een brief aan de grenswachten, die hem spoedig in het hele land bekend maakten. 
Na zijn terugkomst werkte hij als muziekproducent aan het Bulgaarse Nationale Radio en eveneens als docent voor harmonie en instrumentale muziek aan de Nationale Muziekacademie "Pancho Vladigerov" in Sofia. Hij is zowel auteur voor muziekboeken alsook van collecties van volksliederen. Popov was zeer betrokken bij het Bulgaarse koorwezen. Verder was hij van 1962 tot 1965 secretaris van de "Unie van Bulgaarse componisten". Later was hij ook nog secretaris van de vereniging van creatieve Bulgaarse componisten.
Hij speelde mee in het Academisch Symfonie Orkest onder leiding van Martin Golemino. Hij zette zich in voor de bouw van het theater van het Bulgaarse volksleger. In 1994 schonk hij een groot deel van zijn muzikale nalatenschap aan het Historisch Museum Dryanovo.
Als componisten schreef hij werken voor verschillende genres.

## Composities

### Werken voor orkest
- 1952 Концерт (Concert), voor cello en orkest
- 1953 Песен (Lied), voor viool en orkest
- 1954 Симф. картина “Рожен” (Rozhen), symfonisch klankschilderij voor orkest
- 1957 “Елегия” за виолончело и струнни (Elegie), voor cello en strijkorkest
- 1957 Симф. сюита “Далечно детство” (Verre Kinderjaren), symfonische suite voor orkest
- 1959 3 миниатюри (Drie miniaturen), voor strijkorkest
- 1963 Детска симфониета (Kindersinfonietta), voor strijkorkest
- 1982 Старинна сюита в 7 части (Oude suite in 7 delen), voor strijkorkest
- 1984 Симфония “Юнакът” (Symfonie "Kampioen"), voor orkest

### Werken voor harmonieorkest
- Марш на картечника
- На стража (Op wacht), mars
- Изпращане (Verzending), mars
- Напиши писмо на граничаря (Schrijf een brief aan de grenswachters), mars
- Machine-Ginner’s March
- On Duty, mars

### Oratoria
- 1959 Светъл празник (Joyful Celebration), oratorium

### Muziektheater

#### Toneelmuziek
- 1981 Мюзикъл: “Звънчева гора” (Het geluid van de Bos)

### Werken voor koor
- 1984 6 миниатюри (Zes miniaturen), voor zesstemmig gemengd koor en strijkorkest - tekst: Nikolaj Liliev (Н. Лилиев)
- 1994 Стара си майка ни ложе - Stara si mayka ni loje, voor kinderkoor
- Под знамето на Партията (Onder de vlag van de partij), voor massazang - tekst: P. Stefanov
- Благодарим ти, Партийо любима (Dank u, favoriete partij), voor massazang - tekst: Asen Bosev
- Младежка песен за мира (Lied van de jeugd voor de vrede), voor massazang - tekst: P. Stefanov
- Песни за моето село (Liederen over mijn dorp), suite voor gemengd koor en orkest
- Първи май (Mei dag), voor massazang - tekst: G. Jechev
- Младежка първомайска песен (Lied van een mei dag in de jeugd), voor massazang - tekst: Ivan Radoev
- Празнична песен (Het Lied van de viering), voor massazang - tekst: Nikolaij Zidarov
- Далечна застава (Een verre Grenspost), voor massazang - tekst: Evtim Evtimov
- Балада за войника (Ballade voor de soldaat), voor massazang - tekst: Plamen Tzonev
- Малка балада (Kleine ballade), voor massazang - tekst: Mladen Isaev
- София (Sofia), Koraalcyclus voor gemengd koor - tekst: E. Burnaski en Nikolaij Zidarov
- Есенни мотиви (Herfstmotieven), Koraalcyclus voor gemengd koor - tekst: Peyo Yavorov
- Зима - стихове (Winter gedichten) - tekst: Vatyo Rakovski
- Йо игра оро - Yo igra yoro
- Макя Яна надалеко дава - Makya Yana nadaleko dava
- Акварел (Waterkleuren)
- Етюд с акварел (Etude voor Waterkleuren)
- Градини в цвят (Tuinen in kleur), voor kinderkoor
- Импресия (Impressie)
- Три акварела (Drie Waterkleuren)
- Баркарола (Barcarolle) - tekst: Nikolaij Zidarov
- Лека нощ (Goede nacht) - tekst: Ivan Radoev
- Младежка пролетна (Jeugdig lente lied) - tekst: Ivan Radoev
- Нощ (Nacht)
- Старата черква (De oude kerk) - tekst: Vutimski
- Дайчово хоро - Daychovo Horo, rapsodie voor mannenkoor - tekst: Ivan Burin  (Daychovo Horo is een traditionele rondedans uit Bulgarije)

### Vocale muziek
- 1975 Acht liederen
- 1982 Drie liederen, voor bas en orkest
- Ни лъх не дъхва над полени (Het is zo still)
- Люлчина песен (Wiegeliedje)
- Мой бял гълъб (Mijn witte Duif)
- Сонет (Sonnet)
- ”Пред пролет” и др (In de lente)

### Kamermuziek
- 1956 Strijkkwartet nr. 1
- 1963 Strijkkwartet nr. 2

### Filmmuziek
- Morning over Our Fatherland